# Augustinos Andreas Kantiotis
Augustinos Andreas Kantiotis (griechisch Αυγουστίνος Ανδρέας Καντιώτης Avgoustinos Andreas Kantiotis; * 20. April 1907 in Piso Livadi, Paros, Griechenland; † 28. August 2010 in Florina, Griechenland) war Theologe, Autor sowie griechisch-orthodoxer Bischof und Metropolit von Florina.

## Leben
Andreas Kantiotis studierte nach seinem Abschluss am Gymnasium auf Syros von 1925 bis 1929 an der Theologischen Schule der Universität Athen. Von 1929 bis 1934 war er Lehrer auf den Kykladen. 1934 wurde er durch den Metropoliten von Aetolia und Acarnania, Ierotheos (Paraskevopoulos) (1934–1961), zu seinem Sekretär mit Sitz in Messolongi bestellt. Von 1934 bis 1941 war er zudem Protosyncellus der Metropolie von Aetolia und Acarnania. 1935 empfing er die Diakonenweihe und erhielt die typische Tonsur des Mönchspriesters und den Namen Augustinos. 1941 wechselte er in die Metropolie Ioannina. 1941/42 war er Gefangener der italienischen Besatzungsmacht. 1942 empfing er durch Panteleimo, den Metropoliten von Edessa und Pella, in Yannitsa die Priesterweihe. Er wechselte in die Metropolie von Thessaloniki und wirkte in Kilkis, Veria, Edessa und Florina. Von 1943 bis 1945 war er für Ioakim Apostolidis, den Metropoliten von Kozani, tätig, der vor den deutschen Besatzern in die Berge geflüchtet war. Trotz Verfolgung durch die deutsche Gestapo gründete er dort eine Suppenküche und gab bis zu 8.150 Mahlzeiten pro Tag aus.
Von 1945 bis 1947 war er in der Metropolie von Grevena tätig. Von 1947 bis 1950 war er Militärpfarrer und Prediger der zweiten Brigade der griechischen Armee in Kozani. 1950/1951 diente er in der Metropolie von Karystia. 1951 berief ihn Erzbischof Spyridon Blachos zum ersten Prediger der Metropolie Athen.
Am 25. Juni 1967 wurde er zum Bischof von Florina, Prespa und Eordaia geweiht. Am 14. Januar 2000 trat er von seinem Amt zurück. Er starb in einem Krankenhaus in Florina an Nierenversagen.
Er war Autor von über 80 Büchern zum spirituellen Leben, mehrere Bücher sind in andere Sprachen übersetzt worden. Seine Predigten wurden auch im orthodoxen Ausland gelesen. Er galt als Erneuerer des orthodoxen Glaubens. Kantiotes war ein Verfechter des traditionellen griechisch-orthodoxen Glaubens. Er war gegen die Ökumene und sehr konservativ eingestellt. Im Jahre 1952 kämpfte er gegen die Ausrichtung des Miss-Griechenland-Wettbewerbs.

## Zitat Staat und Kirche
„Wenn in den Diözesen eine Finanzkontrolle durchgeführt würde, bliebe keinem Bischof das Gefängnis erspart.“